# Anisomysis quadrispinosa
Anisomysis quadrispinosa är en kräftdjursart som beskrevs av Wang 1989. Anisomysis quadrispinosa ingår i släktet Anisomysis och familjen Mysidae. Inga underarter finns listade i Catalogue of Life.